# Oechtringen
Oechtringen ist ein Ortsteil der Gemeinde Hanstedt in der Samtgemeinde Bevensen-Ebstorf im niedersächsischen Landkreis Uelzen. Oechtringen gehört zur Kirchengemeinde St. Georg in Hanstedt.

## Geografie und Verkehrsanbindung
Oechtringen liegt nordwestlich des Kernortes Hanstedt I. Die Landesstraße 233 verläuft östlich und die L 234 westlich. Durch den Ort fließt der Oechtringer Bach, ein Nebenfluss der Schwienau. Unweit westlich liegt das 12,8 ha große Naturschutzgebiet Wettenbosteler Moor.